# Korutanský region
Korutanský region (slovinsky Koroška regija) je jedním ze statistických regionů Slovinska. Byl zřízen v květnu 2005. Nachází se na severu státu a zahrnuje celkem 12 občin. Hlavním a také největším městem je Slovenj Gradec. Rozloha regionu je 1 040,8 km²; v lednu 2016 zde žilo 71 040 lidí.
Celek se nazývá podle historických Korutan, které sem zasahují, většina vymezeného statistického regionu (včetně Slovenj Gradce) však leží ve slovinském Štýrsku.

## Popis
Korutanský statistický region se prostírá na severu Slovinska. Na severu a západě hraničí s Rakouskem, na jihu sousedí s regionem Savinja a na východě s Podrávským. 
Nachází se v málo zalidněné krajině se zalesněnými kopci a horami, jmenovitě sem zasahují Pohorje, Kamnicko-Savinjské Alpy a Koralpe. Mezi nimi jsou sevřena údolí Drávy a jejích přítoků Meži a Mislinje. V důsledku toho je území odlehlé a špatně přístupné, nevedou sem žádné dálnice ani rychlostní silnice, a pouze jedna jednokolejná a nepříliš frekventovaná železnice (část Podrávské dráhy z Mariboru do Bleiburgu; propojka z Dravogradu přes Slovenj Gradec do Velenje je mimo provoz). Přesto se zde v jugoslávských dobách rozvinul těžký průmysl, který se podepsal na životním prostředí, zejména v údolí Meži. 
Regionální centrum tvoří trojúhelník měst Ravne na Koroškem – Slovenj Gradec – Dravograd, v nichž jsou umístěny některé regionální instituce. Kromě toho je také významný průmysl v občině Črna na Koroškem. Největší koncentrace obyvatelstva je kromě Slovenj Gradce v souměstí Ravne na Koroškem–Prevalje. Podle údajů Statistického úřadu je zde ekonomicky významné zemědělství a velké zemědělské podniky. Chovem hospodářských zvířat se zabývá více než 90 % podniků. Míra registrované nezaměstnanosti v tomto regionu byla v roce 2012 zhruba na úrovni státního průměru.

## Seznam občin
| P. č. | Znak | Občina                   | Rozloha v km2 | Počet obyvatel (k 1. 1. 2016) |
| ----- | ---- | ------------------------ | ------------- | ----------------------------- |
| 1     |      | Črna na Koroškem         | 156,0         | 3 337                         |
| 2     |      | Dravograd                | 105,0         | 8 885                         |
| 3     |      | Mežica                   | 26,4          | 3 599                         |
| 4     |      | Mislinja                 | 112,2         | 4 577                         |
| 5     |      | Muta                     | 38,8          | 3 364                         |
| 6     |      | Podvelka                 | 103,9         | 2 371                         |
| 7     |      | Prevalje                 | 58,1          | 6 763                         |
| 8     |      | Radlje ob Dravi          | 93,9          | 6 215                         |
| 9     |      | Ravne na Koroškem        | 63,4          | 11 342                        |
| 10    |      | Ribnica na Pohorju       | 59,3          | 1 180                         |
| 11    |      | Slovenj Gradec           | 173,7         | 16 720                        |
| 12    |      | Vuzenica                 | 50,1          | 2 687                         |
|       |      | Korutanský region celkem | 1 040,8       | 71 040                        |